# Alphitonia ponderosa
Alphitonia ponderosa là một loài thực vật có hoa thuộc họ Rhamnaceae, là loài đặc hữu của quần đảo Hawaii. Tên địa phương là kauila, liên quan đến loài Colubrina oppositifolia.

## Miêu tả
A. ponderosa là một cây thân gỗ trung bình đến lớn, đạt đến độ cao 15–24 m (49–79 ft) với đường kính 20–60 cm (7,9–23,6 in).

## Hình ảnh

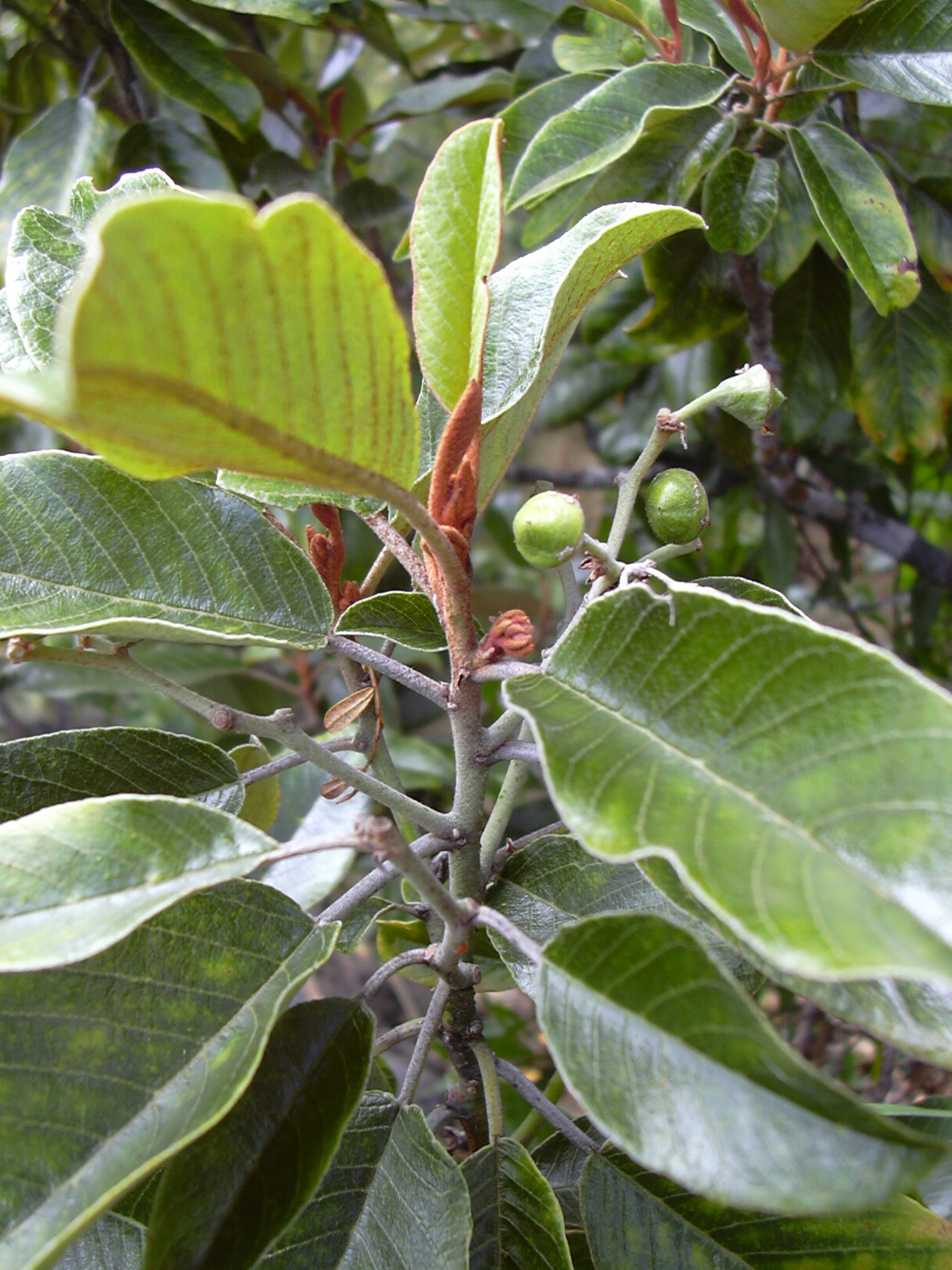
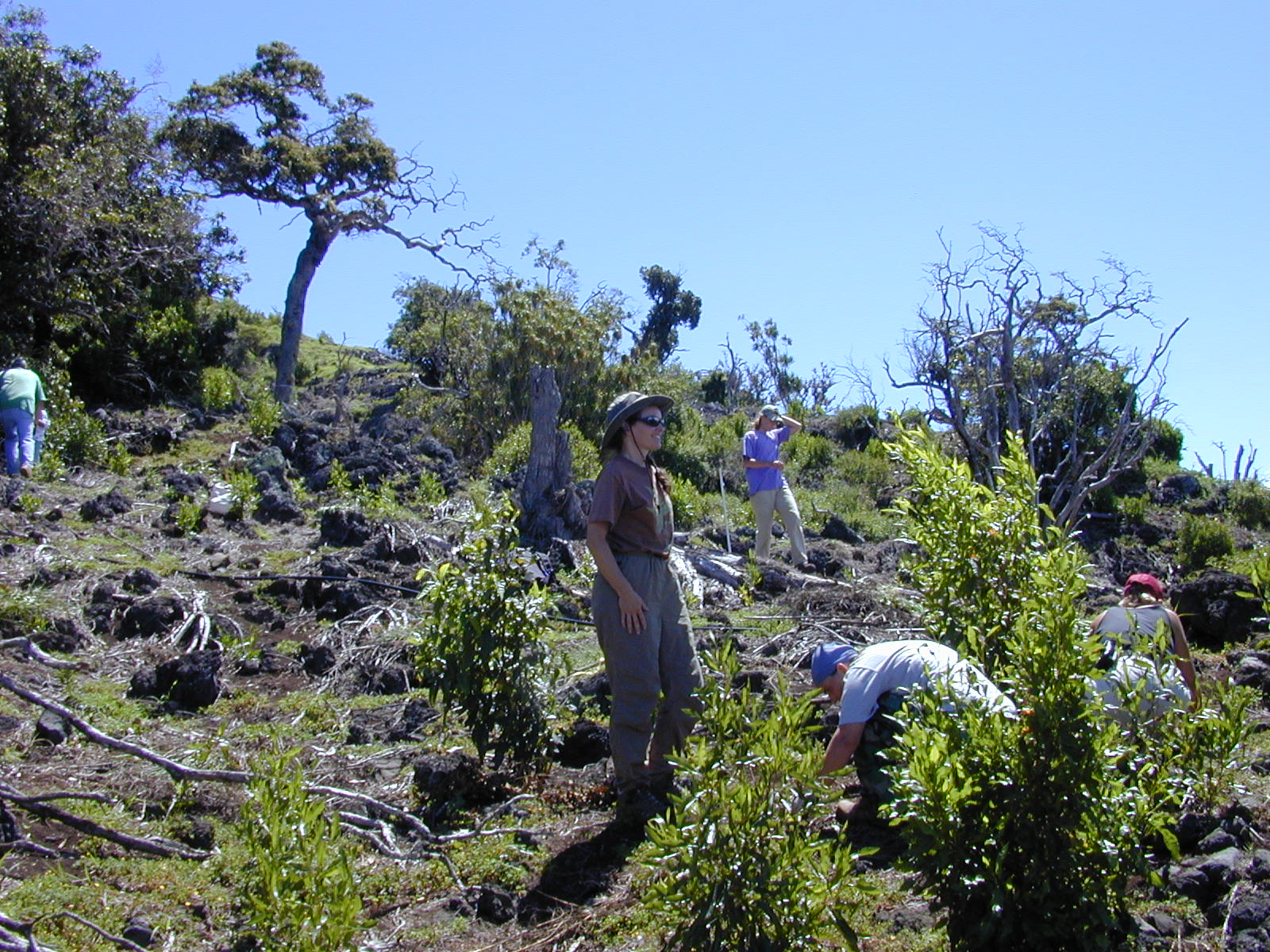
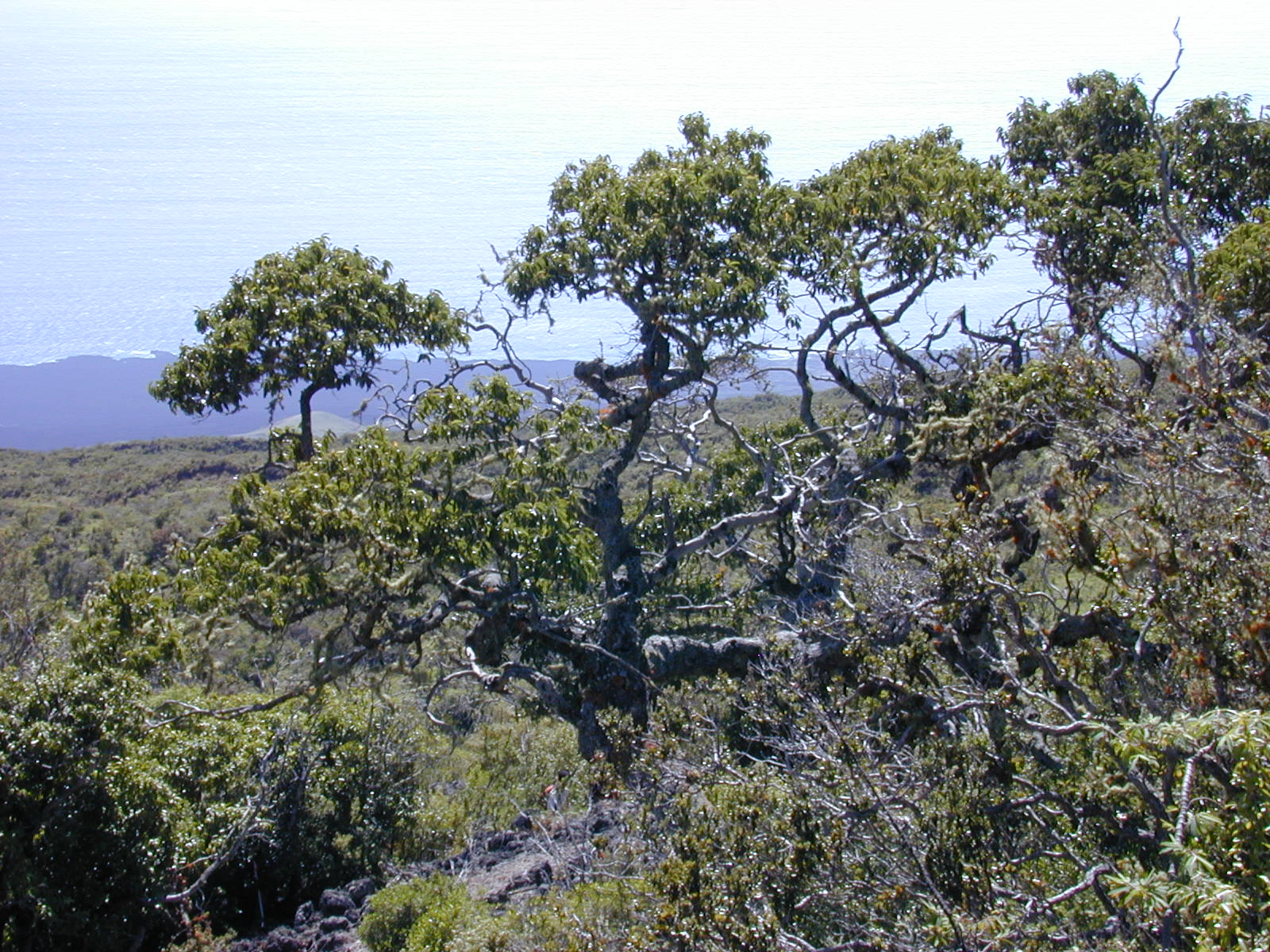